# Гонконг на летних Олимпийских играх 2012
Гонконг принимал участие в летних Олимпийских играх 2012 года, которые проходили в Лондоне (Великобритания) с 27 июля по 12 августа, где его представляли 42 спортсмена в тринадцати видах спорта. На церемонии открытия Олимпийских игр флаг Гонконга несла велогонщица Лэй Вайси, а на церемонии закрытия — Тан Пэн.
На летних Олимпийских играх 2012 Гонконг завоевал лишь одну медаль — бронзовую в велоспорте. Медаль завоевала знаменосец Лэй Вайси, занявшая третье место в дисциплине кейрин. В неофициальном медальном зачёте Гонконг занял 79-е место. Команда Гонконга на этой Олимпиаде являлась самой молодой в своей истории. Самым опытным в команде стал 39-летний Вон Кам По, для которого это были пятые Олимпийские игры.

## Медали
| Бронза |            |                             |           |
| №      | Спортсмены | Вид спорта (дисциплина)     | Дата      |
| 1      | Лэй Вайси  | Велоспорт (женщины, кейрин) | 3 августа |

## Состав и результаты

### Академическая гребля
В следующий раунд из каждого заезда проходили несколько лучших экипажей (в зависимости от дисциплины). В утешительный заезд попадали спортсмены, выбывшие в предварительном раунде. В финал A выходили 6 сильнейших экипажей, остальные разыгрывали места в утешительных финалах B-F.
Мужчины
| Соревнование              | Спортсмены              | Предварительный заезд | Предварительный заезд | Предварительный заезд | Отборочный заезд | Отборочный заезд | Отборочный заезд | Четвертьфинал | Четвертьфинал | Четвертьфинал | Полуфинал     | Полуфинал     | Полуфинал     | Финал   | Финал   | Итоговое место |
| Соревнование              | Спортсмены              | Заезд                 | Время                 | Место                 | Заезд            | Время            | Место            | Заезд         | Время         | Место         | Заезд         | Время         | Место         | Время   | Место   | Итоговое место |
| ------------------------- | ----------------------- | --------------------- | --------------------- | --------------------- | ---------------- | ---------------- | ---------------- | ------------- | ------------- | ------------- | ------------- | ------------- | ------------- | ------- | ------- | -------------- |
| одиночки                  | Со Сау Ва               | 2                     | 7:15,91               | 6                     | 3                | 7:13,75          | 3                | Не участвовал | Не участвовал | Не участвовал | Полуфинал E/F | Полуфинал E/F | Полуфинал E/F | Финал E | Финал E | 25             |
| одиночки                  | Со Сау Ва               | 2                     | 7:15,91               | 6                     | 3                | 7:13,75          | 3                | Не участвовал | Не участвовал | Не участвовал | 1             | 7:44,20       | 1             | 7:29,35 | 1       | 25             |
| Двойки парные, лёгкий вес | Леун Чуншек Лок Кванхой | 4                     | 6:59,52               | 5                     | 2                | 6:47,04          | 4                | Не проводится | Не проводится | Не проводится | 1 C/D         | 7:13,67       | 3             | 7:00,01 | 6       | 18             |

#### 

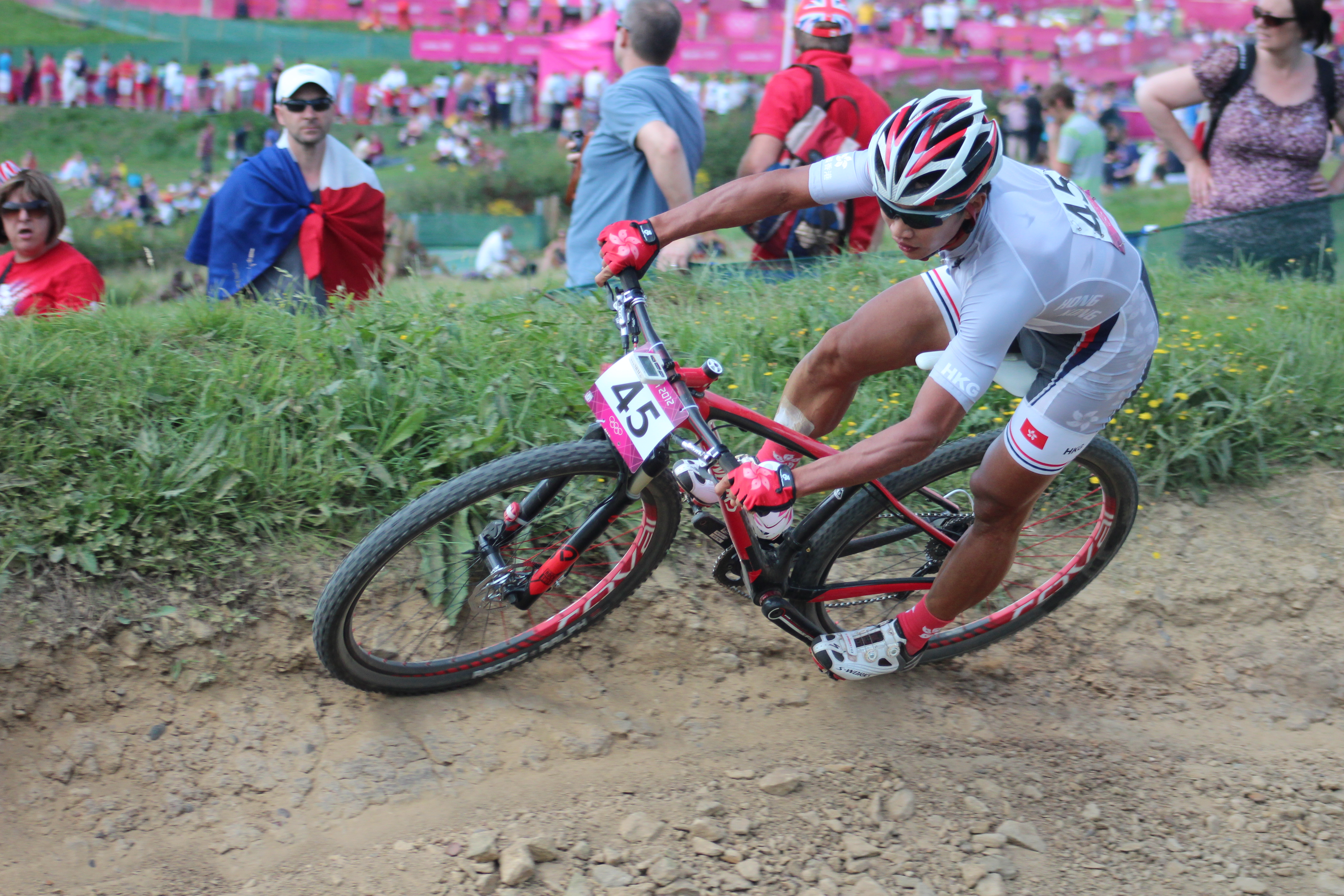
Велосипедист Чан Чун Хин на дистанции кросс-кантри

### Бадминтон
Мужчины
| Соревнование     | Спортсмены | Отборочный раунд            | Отборочный раунд             | Отборочный раунд | 1/8 финала                 | Четвертьфинал        | Полуфинал            | Финал                | Место |
| Соревнование     | Спортсмены | Соперник Результат          | Соперник Результат           | Место            | Соперник Результат         | Соперник Результат   | Соперник Результат   | Соперник Результат   | Место |
| ---------------- | ---------- | --------------------------- | ---------------------------- | ---------------- | -------------------------- | -------------------- | -------------------- | -------------------- | ----- |
| Одиночный разряд | Во Винъки  | Группа F                    | Группа F                     | Группа F         | CHNЧэнь Лун П 17:21, 17:21 | Завершил выступление | Завершил выступление | Завершил выступление | 9     |
| Одиночный разряд | Во Винъки  | UGAЭ. Экиринг В 21:10, 21:8 | FRAБ. Леверде В 21:11, 21:16 | 1                | CHNЧэнь Лун П 17:21, 17:21 | Завершил выступление | Завершил выступление | Завершил выступление | 9     |

Женщины
| Соревнование     | Спортсмены             | Отборочный раунд                         | Отборочный раунд                              | Отборочный раунд                        | Отборочный раунд | 1/8 финала                         | Четвертьфинал               | Полуфинал             | Финал                 | Место |
| Соревнование     | Спортсмены             | Соперник Результат                       | Соперник Результат                            | Соперник Результат                      | Место            | Соперник Результат                 | Соперник Результат          | Соперник Результат    | Соперник Результат    | Место |
| ---------------- | ---------------------- | ---------------------------------------- | --------------------------------------------- | --------------------------------------- | ---------------- | ---------------------------------- | --------------------------- | --------------------- | --------------------- | ----- |
| Одиночный разряд | Йип Пуийин             | Группа J                                 | Группа J                                      | Группа J                                | Группа J         | FRAПи Хонгян В 13:21, 21:12, 21:16 | CHNЛи Сюэжуй П 12:21, 20:22 | Завершила выступление | Завершила выступление | 5     |
| Одиночный разряд | Йип Пуийин             | NORС. Квэрнё В 21:8, 21:7                | KORСун Джиюн В 21:18, 23:21                   | Не проводится                           | 1                | FRAПи Хонгян В 13:21, 21:12, 21:16 | CHNЛи Сюэжуй П 12:21, 20:22 | Завершила выступление | Завершила выступление | 5     |
| Парный разряд    | Пун Локйан Тсе Йинъсуэ | Группа D                                 | Группа D                                      | Группа D                                | Группа D         | Не проводится                      | Завершили выступление       | Завершили выступление | Завершили выступление | 10    |
| Парный разряд    | Пун Локйан Тсе Йинъсуэ | CHNТянь Цин / Чжао Юньлэй П 11:21, 12:21 | DENК. Юль / К. Педерсен П 13:21, 21:14, 18:21 | JPNМ. Маэда / С. Суэцуна П 15:21, 19:21 | 4                | Не проводится                      | Завершили выступление       | Завершили выступление | Завершили выступление | 10    |

### Велоспорт

#### Трековый велоспорт
Спринт
| Соревнование | Спортсмены | Квалификация   | Квалификация | Раунд 1                        | Отбор 1                  | Раунд 2                 | Отбор 2                    | Четвертьфинал           | Полуфинал               | Финал                                     | Место |
| Соревнование | Спортсмены | Время Скорость | Место        | Соперник Время Скорость        | Соперники Время Скорость | Соперник Время Скорость | Соперники Время Скорость   | Соперник Время Скорость | Соперник Время Скорость | Соперники Время Скорость                  | Место |
| ------------ | ---------- | -------------- | ------------ | ------------------------------ | ------------------------ | ----------------------- | -------------------------- | ----------------------- | ----------------------- | ----------------------------------------- | ----- |
| Женщины      | Лэй Вайси  | 11,203 64,268  | 7            | CANМ. Салливан В 11,300 63,716 | Не участвовала           | CUBЛ. Гуэрра П          | UKRЛ. Шулика NEDВ. Канис П | Не участвовала          | Не участвовала          | За 9-е место                              | 10    |
| Женщины      | Лэй Вайси  | 11,203 64,268  | 7            | CANМ. Салливан В 11,300 63,716 | Не участвовала           | CUBЛ. Гуэрра П          | UKRЛ. Шулика NEDВ. Канис П | Не участвовала          | Не участвовала          | CANМ. Салливан NEDВ. Канис NZLН. Хансен П | 10    |

Кейрин
| Соревнование | Спортсмены | Первый раунд | Первый раунд | Отборочный раунд | Отборочный раунд | Второй раунд | Второй раунд | Финал    | Финал | Итоговое место |
| Соревнование | Спортсмены | Заезд        | Место        | Заезд            | Место            | Заезд        | Место        | Название | Место | Итоговое место |
| ------------ | ---------- | ------------ | ------------ | ---------------- | ---------------- | ------------ | ------------ | -------- | ----- | -------------- |
| Женщины      | Лэй Вайси  | 3            | 4            | 1                | 1                | 1            | 3            | Большой  | 3     | 3              |

Омниум
| Соревнование | Спортсмены | Круг с хода | Круг с хода | Гонка по очкам | Гонка по очкам | Гонка с выбиванием | Гонка преследования | Гонка преследования | Скретч | Раздельный старт | Раздельный старт | Сумма очков | Итоговое место |
| Соревнование | Спортсмены | Время       | Место       | Очки           | Место          | Место              | Время               | Место               | Место  | Время            | Место            | Сумма очков | Итоговое место |
| ------------ | ---------- | ----------- | ----------- | -------------- | -------------- | ------------------ | ------------------- | ------------------- | ------ | ---------------- | ---------------- | ----------- | -------------- |
| Мужчины      | Чой Кихо   | 13,659      | 15          | 3              | 14             | 11                 | 4:38,707            | 17                  | 17     | 1:06,071         | 15               | 89          | 16             |

#### Шоссейный велоспорт
Мужчины
| Соревнование    | Спортсмены | Результат | Место |
| --------------- | ---------- | --------- | ----- |
| Групповая гонка | Вон Кам По | 5:46:37   | 37    |

Женщины
| Соревнование    | Спортсмены | Результат | Место |
| --------------- | ---------- | --------- | ----- |
| Групповая гонка | Вон Ванъиу | OTL       | OTL   |

#### Маунтинбайк
| Соревнование | Спортсмены  | Результат | Место |
| ------------ | ----------- | --------- | ----- |
| Мужчины      | Чан Чун Хин | 1:41:59   | 38    |

### Гимнастика

#### Спортивная гимнастика
Мужчины
Индивидуальные упражнения
| Соревнование       | Спортсмены | Квалификация | Квалификация | Финал                | Финал                | Итоговое место |
| Соревнование       | Спортсмены | Сумма        | Место        | Сумма                | Место                | Итоговое место |
| ------------------ | ---------- | ------------ | ------------ | -------------------- | -------------------- | -------------- |
| Опорный прыжок     | Шек Ваи Юн | 15,466       | 14           | Завершил выступление | Завершил выступление | 14             |
| Вольные упражнения | Шек Ваи Юн | 13,408       | 63           | Завершил выступление | Завершил выступление | 63             |
| Конь               | Шек Ваи Юн | 10,833       | 68           | Завершил выступление | Завершил выступление | 68             |
| Перекладина        | Шек Ваи Юн | 13,533       | 55           | Завершил выступление | Завершил выступление | 55             |

Женщины
Многоборье
| Соревнование          | Спортсмены | Квалификация   | Квалификация        | Квалификация | Квалификация       | Квалификация | Квалификация | Финал                 | Финал                 | Финал                 | Финал                 | Финал                 | Финал                 | Итоговое место |
| Соревнование          | Спортсмены | Опорный прыжок | Разновысокие брусья | Бревно       | Вольные упражнения | Всего        | Место        | Опорный прыжок        | Разновысокие брусья   | Бревно                | Вольные упражнения    | Всего                 | Место                 | Итоговое место |
| --------------------- | ---------- | -------------- | ------------------- | ------------ | ------------------ | ------------ | ------------ | --------------------- | --------------------- | --------------------- | --------------------- | --------------------- | --------------------- | -------------- |
| Абсолютное первенство | Анжел Вон  | 13,533         | 11,866              | 11,466       | 12,800             | 49,765       | 52           | Завершила выступление | Завершила выступление | Завершила выступление | Завершила выступление | Завершила выступление | Завершила выступление | 52             |

### Дзюдо
Мужчины
| Соревнование | Спортсмены  | 1/32 финала        | 1/16 финала                  | 1/8 финала           | Четвертьфинал        | Полуфинал            | Финал                | Место |
| Соревнование | Спортсмены  | Соперник Результат | Соперник Результат           | Соперник Результат   | Соперник Результат   | Соперник Результат   | Соперник Результат   | Место |
| ------------ | ----------- | ------------------ | ---------------------------- | -------------------- | -------------------- | -------------------- | -------------------- | ----- |
| до 73 кг     | Чеун Чи Йип | Не участвовал      | USAН. Дельпополо П 0000:0020 | Завершил выступление | Завершил выступление | Завершил выступление | Завершил выступление | 16    |

### Лёгкая атлетика
Мужчины
Беговые виды
| Соревнование          | Спортсмены                               | Отборочный раунд | Отборочный раунд | Отборочный раунд | Финал                 | Финал                 |
| Соревнование          | Спортсмены                               | Забег            | Результат        | Место            | Результат             | Место                 |
| --------------------- | ---------------------------------------- | ---------------- | ---------------- | ---------------- | --------------------- | --------------------- |
| Эстафета 4×100 метров | Тан Йикчун Лэй Чунхо Нг Кафунь Тсуй Чихо | 2                | 38,61            | 8                | Завершили выступление | Завершили выступление |

Женщины
Беговые виды
| Соревнование | Спортсмены  | Отборочный раунд | Отборочный раунд | Отборочный раунд | Четвертьфинал | Четвертьфинал | Четвертьфинал | Полуфинал             | Полуфинал             | Полуфинал             | Финал                 | Финал                 |
| Соревнование | Спортсмены  | Забег            | Результат        | Место            | Забег         | Результат     | Место         | Забег                 | Результат             | Место                 | Результат             | Место                 |
| ------------ | ----------- | ---------------- | ---------------- | ---------------- | ------------- | ------------- | ------------- | --------------------- | --------------------- | --------------------- | --------------------- | --------------------- |
| 100 метров   | Фон Йее Пуй | 3                | 12,02            | 2                | 1             | 11,98         | 8             | Завершила выступление | Завершила выступление | Завершила выступление | Завершила выступление | Завершила выступление |

### Настольный теннис
Мужчины
| Соревнование     | Спортсмены                    | Квалификация       | Раунд 1            | Раунд 2             | Раунд 3              | Раунд 4              | Четвертьфинал        | Полуфинал                | Финал                | Место |
| Соревнование     | Спортсмены                    | Соперник Результат | Соперник Результат | Соперник Результат  | Соперник Результат   | Соперник Результат   | Соперник Результат   | Соперник Результат       | Соперник Результат   | Место |
| ---------------- | ----------------------------- | ------------------ | ------------------ | ------------------- | -------------------- | -------------------- | -------------------- | ------------------------ | -------------------- | ----- |
| Одиночный разряд | Цзян Тяньи                    | Не участвовал      | Не участвовал      | Не участвовал       | RUSА. Смирнов В 4:1  | PRKКим Ёкбон В 4:3   | CHNЧжан Цзикэ П 1:4  | Завершил выступление     | Завершил выступление | 5     |
| Одиночный разряд | Тан Пэн                       | Не участвовал      | Не участвовал      | IRIН. Аламиян П 3:4 | Завершил выступление | Завершил выступление | Завершил выступление | Завершил выступление     | Завершил выступление | 33    |
| Командный разряд | Цзян Тяньи Леун Чуйан Тан Пэн | Не проводится      | Не проводится      | Не проводится       | Не проводится        | Бразилия · В 3:0     | Япония · В 3:2       | Республика Корея · П 0:3 | За 3-е место         | 4     |
| Командный разряд | Цзян Тяньи Леун Чуйан Тан Пэн | Не проводится      | Не проводится      | Не проводится       | Не проводится        | Бразилия · В 3:0     | Япония · В 3:2       | Республика Корея · П 0:3 | Германия · П 1:3     | 4     |

Женщины
| Соревнование     | Спортсмены                     | Квалификация       | Раунд 1            | Раунд 2            | Раунд 3            | Раунд 4               | Четвертьфинал            | Полуфинал             | Финал                 | Место |
| Соревнование     | Спортсмены                     | Соперник Результат | Соперник Результат | Соперник Результат | Соперник Результат | Соперник Результат    | Соперник Результат       | Соперник Результат    | Соперник Результат    | Место |
| ---------------- | ------------------------------ | ------------------ | ------------------ | ------------------ | ------------------ | --------------------- | ------------------------ | --------------------- | --------------------- | ----- |
| Одиночный разряд | Цзян Хуацзунь                  | Не участвовала     | Не участвовала     | Не участвовала     | PRKКим Йон В 4:2   | CHNДин Нин П 1:4      | Завершила выступление    | Завершила выступление | Завершила выступление | 9     |
| Одиночный разряд | Те Я На                        | Не участвовала     | Не участвовала     | Не участвовала     | ROUЭ. Самара П 2:4 | Завершила выступление | Завершила выступление    | Завершила выступление | Завершила выступление | 17    |
| Командный разряд | Цзян Хуацзунь Ли Хочин Те Я На | Не проводится      | Не проводится      | Не проводится      | Не проводится      | Австрия · В 3:1       | Республика Корея · П 0:3 | Завершили выступление | Завершили выступление | 5     |

### Парусный спорт
Мужчины
| Соревнование | Спортсмены   | Предварительные гонки | Предварительные гонки | Предварительные гонки | Предварительные гонки | Предварительные гонки | Предварительные гонки | Предварительные гонки | Предварительные гонки | Предварительные гонки | Предварительные гонки | Финальная гонка      | Финальная гонка      | Сумма очков | Итоговое место |
| Соревнование | Спортсмены   | 1                     | 2                     | 3                     | 4                     | 5                     | 6                     | 7                     | 8                     | 9                     | 10                    | Место                | Очки                 | Сумма очков | Итоговое место |
| ------------ | ------------ | --------------------- | --------------------- | --------------------- | --------------------- | --------------------- | --------------------- | --------------------- | --------------------- | --------------------- | --------------------- | -------------------- | -------------------- | ----------- | -------------- |
| RS:X         | Хо Тсун Леун | 11                    | 18                    | 28                    | 12                    | 15                    | 10                    | 13                    | 9                     | 16                    | 21                    | Завершил выступление | Завершил выступление | 125         | 13             |

Женщины
| Соревнование | Спортсмены | Предварительные гонки | Предварительные гонки | Предварительные гонки | Предварительные гонки | Предварительные гонки | Предварительные гонки | Предварительные гонки | Предварительные гонки | Предварительные гонки | Предварительные гонки | Финальная гонка       | Финальная гонка       | Сумма очков | Итоговое место |
| Соревнование | Спортсмены | 1                     | 2                     | 3                     | 4                     | 5                     | 6                     | 7                     | 8                     | 9                     | 10                    | Место                 | Очки                  | Сумма очков | Итоговое место |
| ------------ | ---------- | --------------------- | --------------------- | --------------------- | --------------------- | --------------------- | --------------------- | --------------------- | --------------------- | --------------------- | --------------------- | --------------------- | --------------------- | ----------- | -------------- |
| RS:X         | Хэйли Чан  | 10                    | 8                     | 9                     | 13                    | 12                    | 15                    | 11                    | 11                    | 8                     | 14                    | Завершила выступление | Завершила выступление | 96          | 12             |

### Плавание
Женщины
| Соревнование                  | Спортсмены   | Отборочный раунд | Отборочный раунд | Отборочный раунд | Полуфинал             | Полуфинал             | Полуфинал             | Финал                 | Финал                 | Итоговое место |
| Соревнование                  | Спортсмены   | Заплыв           | Результат        | Место            | Заплыв                | Результат             | Место                 | Результат             | Место                 | Итоговое место |
| ----------------------------- | ------------ | ---------------- | ---------------- | ---------------- | --------------------- | --------------------- | --------------------- | --------------------- | --------------------- | -------------- |
| 100 метров вольным стилем     | Ханна Уилсон | 5                | 55,33            | 7                | Завершила выступление | Завершила выступление | Завершила выступление | Завершила выступление | Завершила выступление | 21             |
| 200 метров вольным стилем     | Сце Ханъю    | 3                | 1:59,92          | 8                | Завершила выступление | Завершила выступление | Завершила выступление | Завершила выступление | Завершила выступление | 23             |
| 100 метров баттерфляем        | Ханна Уилсон | 3                | 59,59            | 5                | Завершила выступление | Завершила выступление | Завершила выступление | Завершила выступление | Завершила выступление | 30             |
| 100 метров на спине           | Стефани Ау   | 3                | 1:04,31          | 8                | Завершила выступление | Завершила выступление | Завершила выступление | Завершила выступление | Завершила выступление | 39             |
| 200 метров на спине           | Стефани Ау   | 2                | 2:18,47          | 8                | Завершила выступление | Завершила выступление | Завершила выступление | Завершила выступление | Завершила выступление | 36             |
| 10 километров в открытой воде | Тан Винъюн   | Не проводится    | Не проводится    | Не проводится    | Не проводится         | Не проводится         | Не проводится         | 2:02:33,4             | 20                    | 20             |

### Стрельба
Женщины
| Соревнование                       | Спортсмены | Квалификация | Квалификация | Финал                 | Финал                 | Итоговое место |
| Соревнование                       | Спортсмены | Очки         | Место        | Очки                  | Место                 | Итоговое место |
| ---------------------------------- | ---------- | ------------ | ------------ | --------------------- | --------------------- | -------------- |
| Пневматический пистолет, 10 метров | Ип Пуи Йи  | 346          | 49           | Завершила выступление | Завершила выступление | 49             |

### Стрельба из лука
Мужчины
| Соревнование              | Спортсмены | Квалификация | Квалификация | 1/32 финала          | 1/16 финала          | 1/8 финала           | Четвертьфинал        | Полуфинал            | Финал                | Место |
| Соревнование              | Спортсмены | Очки         | Место        | Соперник Результат   | Соперник Результат   | Соперник Результат   | Соперник Результат   | Соперник Результат   | Соперник Результат   | Место |
| ------------------------- | ---------- | ------------ | ------------ | -------------------- | -------------------- | -------------------- | -------------------- | -------------------- | -------------------- | ----- |
| Индивидуальное первенство | Ли Карвэй  | 637          | 60           | JPNТ. Фурукава П 4:6 | Завершил выступление | Завершил выступление | Завершил выступление | Завершил выступление | Завершил выступление | 33    |

### Тяжёлая атлетика
Женщины
| Соревнование | Спортсмены | Рывок     | Рывок | Толчок    | Толчок | Всего | Место |
| Соревнование | Спортсмены | Результат | Место | Результат | Место  | Всего | Место |
| ------------ | ---------- | --------- | ----- | --------- | ------ | ----- | ----- |
| до 53 кг     | Ю Вэйли    | 90        | 6     | 105       | 13     | 195   | 9     |

### Фехтование
Мужчины
| Соревнование | Спортсмены  | 1/32 финала             | 1/16 финала          | 1/8 финала           | Четвертьфинал        | Полуфинал            | Финал                | Место |
| Соревнование | Спортсмены  | Соперник Результат      | Соперник Результат   | Соперник Результат   | Соперник Результат   | Соперник Результат   | Соперник Результат   | Место |
| ------------ | ----------- | ----------------------- | -------------------- | -------------------- | -------------------- | -------------------- | -------------------- | ----- |
| Шпага        | Леун Камин  | Не проводится           | ITAП. Пицци П 14:15  | Завершил выступление | Завершил выступление | Завершил выступление | Завершил выступление | 30    |
| Рапира       | Николас Чой | ROUР. Дарабан П 8:15    | Завершил выступление | Завершил выступление | Завершил выступление | Завершил выступление | Завершил выступление | 35    |
| Сабля        | Лам Хинчун  | POLА. Скродский П 10:15 | Завершил выступление | Завершил выступление | Завершил выступление | Завершил выступление | Завершил выступление | 35    |

Женщины
| Соревнование | Спортсмены   | 1/32 финала              | 1/16 финала           | 1/8 финала            | Четвертьфинал         | Полуфинал             | Финал                 | Место |
| Соревнование | Спортсмены   | Соперник Результат       | Соперник Результат    | Соперник Результат    | Соперник Результат    | Соперник Результат    | Соперник Результат    | Место |
| ------------ | ------------ | ------------------------ | --------------------- | --------------------- | --------------------- | --------------------- | --------------------- | ----- |
| Шпага        | Йеун Чуилинь | UKRК. Пантелеева П 10:15 | Завершила выступление | Завершила выступление | Завершила выступление | Завершила выступление | Завершила выступление | 35    |
| Рапира       | Лин Похеун   | JPNС. Нисиока П 10:13    | Завершила выступление | Завершила выступление | Завершила выступление | Завершила выступление | Завершила выступление | 35    |
| Сабля        | Ау Синйинь   | Не проводится            | TUNА. Бесбес П 13:15  | Завершила выступление | Завершила выступление | Завершила выступление | Завершила выступление | 26    |